# Nusa Lai
Nusa Lai är en ö i Indonesien.   Den ligger i provinsen Nusa Tenggara Timur, i den sydöstra delen av landet, 1 900 km öster om huvudstaden Jakarta. Arean är 0,77 kvadratkilometer.
Terrängen på Nusa Lai är platt. Öns högsta punkt är 44 meter över havet. Den sträcker sig 1,1 kilometer i nord-sydlig riktning, och 1,1 kilometer i öst-västlig riktning.